# Alan Knill
Alan Richard Knill (ur. 8 października 1964 w Slough) – walijski piłkarz angielskiego pochodzenia grający na pozycji środkowego obrońcy, reprezentant kraju, trener.

## Kariera piłkarska
Alan Knill karierę piłkarską rozpoczął w 1978 roku w juniorach FC Southampton, z którym w 1982 roku przeszedł do seniorskiej drużyny, w której nie rozegrał żadnego meczu i odszedł w 1984 roku. Następnie reprezentował barwy klubów: Halifax Town (1984–1987), Swansea City (1987–1989), FC Bury (1989–1993), Cardiff City w ramach wypożyczenia (1993), Scunthorpe United (1993–1997) oraz Rotherham United, w którym w 2001 roku zakończył karierę piłkarską.

## Kariera reprezentacyjna
Alan Knill w reprezentacji Walii rozegrał jeden mecz, który miał miejsce 14 września 1988 roku na Stadionie Olimpijskim w Amsterdamie w ramach eliminacji mistrzostw świata 1990, w którym drużyna Smoków przegrała 1:0 z reprezentacją Holandii.

## Kariera trenerska

### Wczesna kariera
Alan Knill po zakończeniu kariery piłkarskiej rozpoczął karierę trenerską. W okresie od 31 marca 2005 do 7 kwietnia 2005 roku był tymczasowym trenerem Rotherhamu United, po czym 10 grudnia 2005 roku został mianowany trenerem klubu. W sezonie 2006/2007 został wybrany trenerem października 2006 w League One. 1 marca 2007 roku po serii 14 meczów bez zwycięstwa został zwolniony z klubu.

### Dalsza kariera
17 marca 2007 roku został asystentem Lee Richardsona w FC Chesterfield. 4 lutego 2008 roku został trenerem występującego w League Two FC Bury, z którym w sezonie 2008/2009, w którym dwukrotnie został trenerem miesiąca League Two (wrzesień 2008, styczeń 2009), był bliski awansu do League One, jednak ostatecznie w barażach przegrał rywalizację z Shrewsbury Town po serii rzutów karnych 4:3 (1:0, 0:1).
31 marca 2011 roku został trenerem Scunthorpe United, w którym został zwolniony 29 października 2012 roku i zastąpiony przez Briana Lawsa.
20 lutego 2013 roku tymczasowo zastąpił Martina Linga na stanowisku trenera Torquay United, jednak po utrzymaniu klubu w League Two został stałym trenerem drużyny The Gulls, jednak 2 stycznia 2014 roku z powodu słabych wyników w sezonie 2013/2014 (23. miejsce w League Two został zwolniony.

### Współpraca z Chrisem Wilderem
27 stycznia 2014 roku rozpoczął współpracę z Chrisem Wilderem, będąc do 11 maja 2016 roku jego asystentem w Northampton Town. Następnie był jego asystentem w następujących klubach: dwukrotnie w Sheffield United (2016–2021, od 2023), FC Middlesbrough (2021–2022) oraz FC Watford (2023).

### Reprezentacja Walii
Alan Knill 19 sierpnia 2021 roku został włączony do sztabu szkoleniowego Roberta Page'a w reprezentacji Walii.

## Statystyki

### Trenerskie
| Drużyna                       | Od         | Do         | Wyniki | Wyniki | Wyniki | Wyniki | Wyniki |
| Drużyna                       | Od         | Do         | M      | Z      | R      | P      | Z%     |
| ----------------------------- | ---------- | ---------- | ------ | ------ | ------ | ------ | ------ |
| Rotherham United (tymczasowy) | 31.01.2005 | 07.04.2005 | 11     | 2      | 2      | 7      | 18.18  |
| Rotherham United              | 10.12.2005 | 01.03.2007 | 64     | 18     | 17     | 29     | 28.13  |
| FC Bury                       | 04.02.2008 | 31.03.2011 | 165    | 71     | 44     | 50     | 43.03  |
| Scunthorpe United             | 31.03.2011 | 29.10.2012 | 78     | 16     | 30     | 32     | 20.51  |
| Torquay United                | 20.02.2013 | 02.01.2014 | 41     | 9      | 12     | 20     | 21.95  |
| Razem                         | Razem      | Razem      | 359    | 116    | 105    | 138    | 32.31  |

## Sukcesy

### Indywidualne
- Trener miesiąca League One: październik 2006
- Trener miesiąca League Two: wrzesień 2008, styczeń 2009, październik 2010